# 熊本市立飽田東小学校
熊本市立飽田東小学校（くまもとしりつ あきたひがししょうがっこう）は、熊本県熊本市南区砂原町にある公立小学校。

## 沿革
- 1941年（昭和16年） - 八分字国民学校へ改称。
- 1947年（昭和22年） - 八分字村立八分字小学校へ改称。
- 1955年（昭和30年）4月1日 - 八分字村が周辺5村と新設合併し飽田村が発足。これに伴い、飽田村立飽田東小学校へ改称。
- 1971年（昭和46年）11月1日 - 飽田村が町制施行し飽田町が発足。これに伴い、飽田町立飽田東小学校へ改称。
- 1991年（平成3年）2月1日 - 飽田町が熊本市へ編入合併される。これに伴い、熊本市立飽田東小学校へ改称。

## 部活動

### 運動部
- サッカー
- 野球
- バスケット（女子）
- 剣道

### 文化部
- 音楽

## ゆかりの人物
- 石川さゆり - 小学校5年生（学年途中）まで在学[1]。